# Sport Club Mangueira

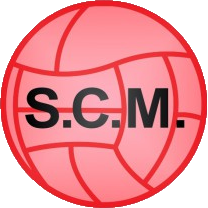
Logo du Sport Club Mangueira

Le Sport Club Mangueira, ou Mangueira, était un club de football brésilien basé à Rio de Janeiro, dans l'État de Rio de Janeiro. Ses couleurs étaient le rouge et le noir. Il disparut en 1927.

## Généralités
Le club est fondé le 29 juillet 1906, dans le quartier de Tijuca, dans la zone nord de Rio de Janeiro, par des ouvriers de la fabrique de chapeau Chapéus Mangueira.
Le club passe à la postérité en perdant par le score le plus important de l'histoire du football brésilien. En effet, le 20 mai 1909, le Mangueira perd sur le score de 24 à 0 face au Botafogo, dans le cadre du championnat de l'État de Rio de Janeiro.
Son meilleur résultat est une place de 6e obtenue lors du championnat de l'État de Rio de Janeiro de 1909.